# Junonia cebara
Junonia cebara är en fjärilsart som beskrevs av Hans Fruhstorfer 1912. Junonia cebara ingår i släktet Junonia och familjen praktfjärilar. Inga underarter finns listade i Catalogue of Life.